# فرانكلين شتال
فرانكلين شتال (بالإنجليزية: Franklin Stahl)‏ هو عالم وراثة وأحيائي أمريكي، ولد في 8 أكتوبر 1929 في بوسطن في الولايات المتحدة.

## وصلات خارجية
- فرانكلين شتال على موقع الموسوعة البريطانية (الإنجليزية)